# SXDF-NB1006-2
SXDF-NB1006-2是一個遙遠的星系，位於鯨魚座，光譜紅移為'z'=7.213或129.1億光年遠。它是由昴星團、XMM牛頓深測場發現的。在2012年6月的公告中，該星系被稱為最遙遠的星系，因為當時更遙遠的星系還沒有得到光譜學的證實。它超過了之前確認的距離保持者，也是昴星團望遠鏡發現的GN-108036。在它的光譜中已經探測到氧的發射線。